# NGC 2052
NGC 2052 ist die Bezeichnung eines Emissionsnebels im Sternbild Dorado.
Das Objekt wurde zwischen 1834 und 1835 von dem britischen Astronomen John Herschel entdeckt.